# 高音單簧管
高音單簧管屬於木管樂器，是單簧管的變種樂器。
廣義上，所有較現時樂隊中使用的B♭調或A調單簧管為細的單簧管，都可以稱為高音單簧管。但實際上，高音單簧管現泛指的是E♭調的小型單簧管。20世紀初的作曲家，慣常將E♭調單簧管標示為“piccolo clarinet”(英文)、“petite clarinette”(法文)或“kleine Klarinette”(德文)。

## 外形、構造和吹奏方法
和單簧管相同，管身通常用非洲黑檀木製造，亦有由其他木料、塑膠（通常為ABS）或金屬製成，直徑比單簧管略幼。同樣有一個鳥嘴形的吹口和圓形的接駁筒，管體成圓筒形，並可裝拆，下端為開放的喇叭口。吹咀旁則放置一塊經修整而薄薄的簧片，演奏者通過簧片和吹口的空間吹氣時，並配合下唇適當的壓力，簧片尖會產生振動，使樂器管內的空氣柱開始振動，因而發聲。
除了E♭調外，高音單簧管亦有D調型號，因為E♭調樂器在處理升記號較多的調號時，樂手需按大量的變化音（如D大調，E♭調樂器就要演奏5個升記號，A大調則更要使用6個升號或6個降號），演奏時非常不方便。因此生產商就利用B♭調和A調的處理方法，同樣套用於高音單簧管上。二十世紀初的德國音樂作品就較常使用這款式，但隨著變種樂器統一化的趨勢，D調型號現時已漸被棄用。

## 記譜和音高

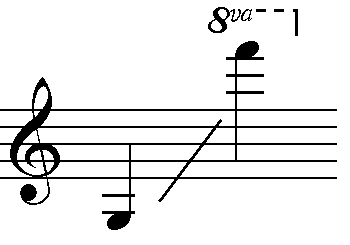
E♭調單簧管的實際音域

高音單簧管是移調樂器，記譜方法和單簧管相同，都是使用高音譜號，實際音高則比樂譜高1個小三度。高音單簧管在管絃樂隊、管樂團、軍樂團等均擔任重要的角色，往往和長笛或短笛作高音區域的齊奏，或作單獨演奏；然而，高音單簧管較少用於室樂或獨奏樂曲，這可能是由於它的高音區域響亮但亦較尖銳，長時間的單獨演奏反而未必合適。而且它在高音區域的指法比一般單簧管難控制，快音的處理需要較高的技巧。
高音單簧管擁有和單簧管相同的音域，可以有超過3個八度，由G3一直伸延到F7。由於它的最高音和長笛的最高音相距不遠，亦可以解釋為什麼高音單簧管常與長笛/短笛齊奏。

## 應用
管絃樂隊中使用高音單簧管比低音單簧管較晚，最早可以追溯至白遼士的《幻想交響曲》。浪漫時期的布拉姆斯、柴可夫斯基、布魯克納等人均没有在其作品使用過高音單簧管，直至馬勒將高音單簧管放入他的交響曲後，它的使用才開始變得普及；同時期的法國作曲家拉威爾也開始加入使用，20世紀初開初盛行，令單簧管家族成為交響樂隊中最先擁有多過一種附屬樂器的聲部，而演奏者的數目亦比其他木管樂器稍多（就三管制而言，往往需要第
4四位單簧管手去兼奏高音單簧管或專責低音單簧管）。
高音單簧管在軍樂團則有較長的歷史，所使用的是F調制式樂器。一直到1820年代起，E♭調的出現才慢慢取代F調樂器。